# Tini: Depois de Violetta
Tini: Depois de Violetta (em castelhano:  Tini: El gran cambio de Violetta; em italiano:  Tini: La nuova vita di Violetta) é um filme ítalo-argentino-espanhol realizado por Juan Pablo Buscarini, escrito por Ramón Salazar e protagonizado por Martina Stoessel, Jorge Blanco, Mercedes Lambre, María Clara Alonso e Diego Ramos. É um spin-off da série de televisão argentina Violetta.
Estreou em Portugal dia 5 de maio de 2016, na Angola e Espanha dia 6 de maio, na Itália dia 12 de maio, na Argentina dia 2 de junho e no Brasil dia 16 de junho do mesmo ano.

## Sinopse
Violetta, uma garota brilhante e alegre, tornou-se uma grande artista assim como seu namorado, León. Porém, com a fama, os dois acabam se afastando graças a agenda lotada e os compromissos. Além disso, León aparece estampado em revistas e programas de televisão com uma mulher chamada Melanie, que faz todos acreditarem que ela e León estão tendo um relacionamento. Violetta então fica devastada. Ela recebe uma carta de uma amiga da família chamada Isabella, convidando-a para uma casa de refúgio para jovens artistas na Itália. Violetta então viaja para lá, e nesta jornada de auto-descoberta conhece Caio e estabelece uma boa amizade com ele. Enquanto isso, Ludmila adverte León que Violetta escapou de Buenos Aires e, juntos, eles decidem ir encontrá-la. Isabella ajuda Violetta a descobrir que ela é realmente "Tini" e dá um novo começo para sua vida.

## Elenco
- Martina Stoessel como Violetta Castilho/Tini
- Diego Ramos como German Castilho
- Jorge Blanco como León Vargas
- Mercedes Lambre como Ludmila Ferro
- María Clara Alonso como Angie Carrará
- Sofia Carson como Melanie sanchez
- Ángela Molina como Isabella Juarez
- Adrián Salzedo como Caio Sanchez
- Ridder van Kooten como Raul Jimenez
- Leonardo Cecchi como Saúl Paulo
- Georgina Amorós como Eloisa Martinez
- Pasquale Di Nuzzo como Stefano Mario
- Francisco Viciana como Roko Benjamin
- Beatrice Arnera como Miranda Morris

## Trilha sonora
O álbum Tini de Martina Stoessel é dividido em duas partes, no disco 2 são nove canções que fazem parte da trilha sonora do filme. O single do filme se chama "Siempre Brillarás", cuja versão em inglês é "Born to Shine".

## Recepção
Natalia Velázquez Luna revisando o filme para o site En Filme publicou uma resenha negativa dizendo: "Se os filmes da Disney têm algo de bom  neles, é a produção. Tini: El gran cambio de Violetta tem alguns belos locais, efeitos visuais, barcos, ruínas romanas, belos trajes ... mas roteiro, nada. É demasiado brando e com história extravagante, mesmo para o seu género. Funciona apenas como um pretexto para enterrar o caráter de Violetta por Martina Stoessel representado na série de mesmo nome da Disney, e apresentar um novo produto de mídia: Tini. É um filme projetado especificamente para os fãs cativos da série, tudo que eles querem é ver seu cantor favorito, e apreciá-lo sem fazer muitas perguntas." Pablo A. Scholz do Clarín também elogiou o visual do filme, mas destacou negativamente os clichês.
Eduardo Molina do El Norte disse que o filme é "uma mera desculpa para o personagem de Violetta que tem a sua transição para uma carreira musical consistente de sua estrela Martina Stoessel." Lisandro Liberatto do Alta Peli deu uma nota de 60 em 100 dizendo: "Embora nunca se pareça como mais do que apenas um [tele]filme original do Disney Channel, definitivamente, não se parece com um daqueles. (...) É uma bela confusão. Um manual de história de amor, feita para o mostruário da sua atriz principal e serve como um adeus a um personagem que atravessou a fronteira. Ele nunca perde ao tentar esconder o tempo, e só se preocupam com os seus fãs e em dar a despedida que merecem."
Alessandro Giannini para O Globo deu uma nota baixa ao filme, concluindo que é "um produto  tão frágil e descartável — até para o público a quem se dirige esse tipo de história." Rubens Ewald também em revisão negativa, disse que a Disney usa "formulas românticas que já eram velhas nos anos 50, só falta virar princesa!"